# Rousset-les-Vignes
Rousset-les-Vignes település Franciaországban, Drôme megyében. Lakosainak száma 275 fő (2022. január 1.). Rousset-les-Vignes Montbrison-sur-Lez, Le Pègue, Saint-Pantaléon-les-Vignes, Teyssières, Venterol és Valréas községekkel határos.

## Népesség
A település népessége az elmúlt években az alábbi módon változott:
| Lakosok száma | 228  | 257  | 257  | 288  | 288  | 296  | 289  | 280  | 279  | 275  |
|               | 1968 | 1982 | 1990 | 2006 | 2013 | 2015 | 2017 | 2019 | 2020 | 2022 |